# Ansambel Poskočni muzikanti
Ansambel Poskočni muzikanti je narodnozabavna zasedba, ki je bila ustanovljena leta 2010. Izvajajo narodnozabavno in zabavno glasbo. Najbolj so prepoznavni kot "hišni ansambel" v narodnozabavni oddaji Slovenski pozdrav. Po priljubljenosti jih primerjajo s popularnim ansamblom Modrijani.

## Zasedba
Začetno zasedbo so sestavljali Nejc Tratnjek na trobenti, Domen Lesjak na klarinetu, Tomaž Dobnik na harmoniki, Jože (Joži) Kotnik na kitari in Lovro Sadek na baritonu oziroma basu. Leta 2011 se jim je kot vokalist pridružil Martin Juhart. Leto pozneje je skupino zapustil najprej harmonikar Dobnik, ki ga je na inštrumentu zamenjal Juhart, pozneje pa še Lesjak, ki ga je zamenjal Dejan Krajnc.

## Delovanje
Ansambel je bil ustanovljen leta 2010.  Že leto po ustanovitvi so se uspešno predstavili na festivalu v Cerkvenjaku, kjer so osvojili 2. nagrado strokovne komisije. Naslednje leto so stopili še stopničko višje in bili uspešni na festivalih v Števerjanu in na Graški Gori. Najuspešnejše leto po festivalski plati pa je bilo zanje leto 2013, ko so v Števerjanu in na Graški Gori še nadgradili uspeh, dodatno pa so bili nagrajeni tudi na najstarejšem festivalu na Ptuju. Tega leta so prejeli tudi Oberkrainer award za najperspektivnejšo kvintet zasedbo v Evropi.
Od leta 2012 naprej priredijo vsako leto v novembru koncert v športni dvorani v Slovenski Bistrici z naslovom Poskočno na poskočne. Leta 2015 so tako priredili 4. koncert ob 5. obletnici delovanja.
Leta 2015 so se odpravili na španska otoka Tenerife in Gran Canario, kjer so posneli videospot za pozneje zelo uspešno skladbo Lubi. Zanimivo je, da so kadre za pesem snemali brez glasbene podlage, saj takrat skladba še ni bila dokončana. Avtorja skladbe sta Matjaž Vlašič (glasba) in član Modrijanov Blaž Švab (besedilo).
Leta 2016 so skupaj z Janom Plestenjakom, Zdenkom Cotičem - Cotom in Ansamblom Modrijani izdali pesem Kok' nam je luštn', za katero so posneli tudi videospot. Istega leta so v začetku leta posneli tudi skladbo v angleščini z naslovom You are the star, novembra pa so svojo najbolj prepoznavno skladbo Adijo, madam posneli tudi v rock verziji.
Z letom 2021 je zasedbo zapustil Dejan Krajnc, ki se je odločil za solo kariero. Nadomestil ga je Dejan Golob.

## Uspehi
Ansambel Poskočni muzikanti je dosegel naslednje uspehe in nagrade na festivalih:
- 2011: Festival Cerkvenjak - 2. nagrada strokovne komisije.
- 2012: Festival Števerjan - Nagrada za najboljši kvintet festivala.
- 2012: Graška Gora poje in igra - Zmagovalci občinstva in zlati pastirček.
- 2013: Oberkrainer award - Nagrada za najbolj perspektivno kvintet zasedbo v Evropi.
- 2013: Festival Števerjan - Absolutni zmagovalci festivala.
- 2013: Graška Gora poje in igra - Absolutni zmagovalci festivala, zmagovalci po mnenju občinstva in zlati pastirček.
- 2013: Festival Ptuj - Nagrada za najboljši kvintet.

## Diskografija
Ansambel Poskočni muzikanti je do sedaj izdal tri albume. To so:
1. Pogledam te (2012)
2. Adijo madam (2014)
3. Pokvarjeni fantje (2016)

## Največje uspešnice
Ansambel Poskočni muzikanti je najbolj poznan po naslednjih skladbah:
- Adijo madam
- Čao, adijo
- Lubi
- Naj me tvoja koža boža
- Pogledam te
- Pokvarjeni fantje